# 10723 Tobiashinse
10723 Tobiashinse è un asteroide della fascia principale. Scoperto nel 1986, presenta un'orbita caratterizzata da un semiasse maggiore pari a 2,275119 UA e da un'eccentricità di 0,136908, inclinata di 5,130157° rispetto all'eclittica. Ha un diametro di 2,690 km.